# Ginger Rogers
Ginger Rogers (Independence (Missouri), 16 juli 1911 - Rancho Mirage (Californië), 25 april 1995) werd geboren als Virginia Katherine McMath en was een Amerikaans actrice en danseres.
Ze wordt vaak in een adem genoemd met Fred Astaire met wie zij tien zingende-dansende Hollywood musicals maakte, maar haar acteercarrière overspant dertig jaar. Haar eerste rollen waren in een drietal korte films in 1929 - Night in the Dormitory, A Day of a Man of Affairs, en Campus Sweethearts. In 1939 speelde ze tegenover David Niven in Bachelor Mother.
In 1940 won ze de Oscar voor beste actrice voor haar hoofdrol in Kitty Foyle.
Rogers was vijf keer getrouwd en vijf keer gescheiden.
Ze overleed in 1995 en werd, net als Fred Astaire, begraven op de Oakwood Memorial Park begraafplaats in Chatsworth in Californië.
Ginger Rogers was een van de favoriete imitaties van korporaal Beaumont in It ain't half hot mum.

## Filmografie
| - A Day of a Man of Affairs (1929) - A Night in a Dormitory (1930) - Campus Sweethearts (1930) - Young Man of Manhattan (1930) - The Sap from Syracuse (1930) - Queen High (1930) - Office Blues (1930) - Follow the Leader (1930) - Honor Among Lovers (1931) - The Tip-Off (1931) - Suicide Fleet (1931) - Carnival Boat (1932) - The Tenderfoot (1932) - The Thirteenth Guest (1932) - Hat Check Girl (1932) - You Said a Mouthful (1932) - 42nd Street (1933) - Broadway Bad (1933) - Gold Diggers of 1933 (1933) - Professional Sweetheart (1933) - Don't Bet on Love (1933) - A Shriek in the Night (1933) - Rafter Romance (1933) - Chance at Heaven (1933) - Sitting Pretty (1933) - Flying Down to Rio (1933) - Twenty Million Sweethearts (1934) | - Upperworld (1934) - Finishing School (1934) - Change of Heart (1934) - The Gay Divorcee (1934) - Romance in Manhattan (1935) - Roberta (1935) - Star of Midnight (1935) - Top Hat (1935) - In Person (1935) - Follow the Fleet (1936) - Swing Time (1936) - Shall We Dance (1937) - Stage Door (1937) - Vivacious Lady (1938) - Having Wonderful Time (1938) - Carefree (1938) - The Story of Vernon and Irene Castle (1939) - Bachelor Mother (1939) - 5th Ave Girl (1939) - Primrose Path (1940) - Lucky Partners (1940) - Kitty Foyle: The Natural History of a Woman (1940) - Tom Dick and Harry (1941) - Roxie Hart (1942) - Tales of Manhattan (1942) - The Major and the Minor (1942) | - Once Upon a Honeymoon (1942) - Tender Comrade (1943) - Lady in the Dark (1944) - I'll Be Seeing You (1944) - Week-End at the Waldorf (1945) - Heartbeat (1946) - Magnificent Doll (1946) - It Had to Be You (1947) - The Barkleys of Broadway (1949) - Perfect Strangers (1950) - Storm Warning (1951) - The Groom Wore Spurs (1951) - We're Not Married! (1952) - Dreamboat (1952) - Monkey Business (1952) - Forever Female (1953) - Beautiful Stranger (1954) - Black Widow (1954) - Tight Spot (1955) - The First Traveling Saleslady (1956) - Teenage Rebel (1956) - Oh, Men! Oh, Women! (1957) - Quick, Let's Get Married (1964) - Cinderella (1965) - Harlow (1965) |